# Muscoli intercostali
I muscoli intercostali sono un gruppo muscolare localizzato tra le coste con lo scopo di ridurre o aumentare le dimensioni della gabbia toracica durante la respirazione polmonare.
Si dividono in:
- muscoli intercostali esterni
- muscoli intercostali interni
- muscoli intercostali intimi